# VimpelCom (Rosja)
VimpelCom (ros. ВымпелКом) – rosyjskie przedsiębiorstwo telekomunikacyjne, założone w 1992 roku.
Pod marką Beeline oferuje usługi telefonii komórkowej.